# Антон Ернест Олдофреді
Антон-Ернест Олдофреді (нар. ?, м. Хуст, Закарпатська область — пом. невідомо) — український політичний діяч, депутат Сойму Карпатської України.

## Життєпис

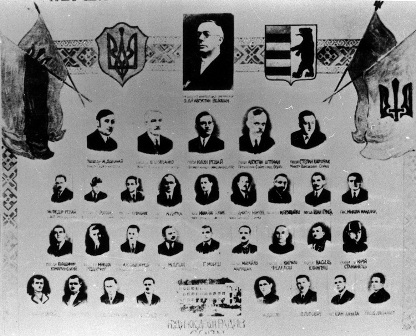
Посли Сойму Карпатської України.
По центру: Президент Карпатської України о. Августин Волошин; Перший ряд зліва направо: Микола Долинай, Юлій Бращайко, Юліян Ревай, Августин Штефан, Степан Клочурак; Другий ряд: Федір Ревай, Степан Росоха, Леонід Романюк, Августин Дутка, Михайло Тулик, Дмитро Німчук, Михайло Бращайко, Іван Грига, Микола Мандзюк; Третій ряд: Володимир Комаринський, Микола Різдорфер, Антон Ернест Олдофреді, Мілош Дрбал, Григорій Мойш, Михайло Марущак, Кирило Феделеш, Василь Климпуш, о. Юрій Станинець; Четвертий ряд: Василь Щобей, Іван Ігнатко, Юрій Пазуханич, Іван Перевузник, Адальберт Довбак, Петро Попович, Іван Качала, Василь Лацанич

Народився у Хусті в німецькій родині.
Здобув початкову й середню освіту. У 30-х роках ХХ століття працював урядовцем у Хусті.

### ПосолСойму Карпатської України
12 лютого 1939 року був обраний депутатом сойму Карпатської України, не брав участі у засіданнях, які відбулися 15 березня 1939.
Обраний на засіданні Сойму до складу фінансової комісії.